# Mitragyna
Mitragyna és un gènere d'arbres dins la família Rubiàcia. Membres d'aquest gènere contenen alcaloides antimalària i analgèsics. La Rubiàcia és la cinquena família d'angiospermes per nombre de gèneres.

## Taxonomia
The Plant List inclou les següents espècies acceptades:
- Mitragyna diversifolia (Wall. ex G.Don) Havil. (synonym: M. javanica)
- Mitragyna hirsuta Havil.
- Mitragyna inermis (Willd.) Kuntze
- Mitragyna parvifolia (Roxb.) Korth.
- Mitragyna rotundifolia (Roxb.) Kuntze
- Mitragyna speciosa (Korth.) Havil.
- Mitragyna tubulosa (Arn.) Kuntze

- Mitragyna ciliata & Mitragyna ledermannii són sinònims de Fleroya ledermannii (K.Krause) Y.F.Deng,
- Mitragyna stipulosa[3] és un sinònim de Fleroya stipulosa (DC.) Y.F.Deng.